# Catopsis nitida
Espèce
Synonymes
- Catopsis inconspicua (Brongn.) Baker
- Pogospermum inconspicuum Brongn.
- Pogospermum nitidum (Hook.) Brongn.
- Tillandsia nitida Hook.
- Tussacia nitida (Hook.) Beer

Catopsis nitida est une espèce de plantes à fleurs de la famille des Bromeliaceae, présente dans les régions tropicales de l'Amérique centrale à la Caraïbe.

## Synonymes
- Catopsis inconspicua (Brongn.) Baker
- Pogospermum inconspicuum Brongn.
- Pogospermum nitidum (Hook.) Brongn.
- Tillandsia nitida Hook.
- Tussacia nitida (Hook.) Beer

## Distribution
L'espèce est présente au Mexique, en Amérique centrale, notamment au Costa Rica, au Guatemala, au Honduras, au Nicaragua, au Panama, au Salvador, ainsi quand dans la Caraïbe, à Cuba, Hispaniola, Jamaïque et Puerto Rico.

## Description
L'espèce est épiphyte.